# Eugenia monosperma
Eugenia monosperma là một loài thực vật có hoa trong Họ Đào kim nương. Loài này được Vell. mô tả khoa học đầu tiên năm 1829.